# اختبار عشوائي لعدادات الاستهلاك
اختبار العينة العشوائية لعدادات الاستهلاك هو إجراء رسمي لتمديد صلاحية معايرة عدادات الكهرباء والغاز والمياه والحرارة ، حيث يتم سحب عينة عشوائية من دفعة. لهذه ، يتم التحقق من الامتثال لحدود الخطأ الخاصة من قبل مركز اختبار معتمد من الدولة. إذا فشل الاختبار أقل من عدد محدد من أجهزة القياس فسيتم تمديد صلاحية المعايرة المحددة في لوائح المعايرة لجميع الأجهزة في الدفعة لفترة زمنية محددة (على سبيل المثال لمدة خمس سنوات لعدادات الكهرباء ، وثلاث سنوات لعدادات المياه ، وأربع سنوات لعدادات الغاز) ، وربما عدة مرات. لا يتم تجديد ختم المعايرة لأجهزة القياس غير المختبرة لأنه يوثق فقط سنة المعايرة الأخيرة ولا يحتوي على معلومات حول نهاية صلاحية المعايرة. يتم توثيق ارتباط كل عداد فردي بالدفعة وصلاحية معايرته الفردية الجديدة في مركز الاختبار للتحقق منها.
هذه هي الطريقة التي يحدث بها ذلك العدادات حتى بعد نهاية الفترة المحددة طبقا للصحيفة Anlage 7 من قانون القياس والمعايرة (حتى 1 يناير 2015 Anhang B من قانون المعايرة الألماني) لا تزال صلاحية المعايرة المحددة (الأساسية) تتم معايرتها رسميًا وتظل يمكن استخدامها في "المعاملات التجارية
يمكن أخذ عينة مكونة من عدد من العدادات المختلفة من نفس التصميم والحجم معًا في دفعة واحدة ، بشرط أن يتم تشغيلها في ظل ظروف تشغيل مماثلة (على سبيل المثال بنفس نوعية المياه). في إمدادات الغاز ، قد تتكون الدفعة الاختبارية فقط من نفس بنية الجهاز ، ومن نفس الشركة المصنعة ، ونفس حجم العداد.
يجب الإبلاغ عن استخدام الاختبار العشوائي إلى سلطة الإشراف على المعايرة  في الولاية الفيدرالية الأمانية المعنية ، والتي توافق على تمديد كل دفعة فردية بناءً على نتائج الاختبار المبلغ عنها.
يوجد وصف لإجراء الاختبار ، على سبيل المثال 
بالنسبة لعدادات الكهرباء بأحجام الدُفعات ، و حجم العينة المرتبط بها وكذلك حدود القبول أو الرفض لعدادات الكهرباء في الصحيفة : "طرق الاختبار العشوائي لعدادات الكهرباء والأجهزة الإضافية الإلكترونية.. 

## انظر ايضا
- عينة عشوائية ، عداد مياه ، عداد كهرباء ، عداد حرارة ، عداد غاز
- توزيع احتمالي طبيعي